# 栃木渡
栃木 渡（とちぎ わたる、1995年5月8日 - ）は、栃木県栃木市出身の陸上競技選手。専門は長距離種目。順天堂大学スポーツ健康科学部卒業。実業団では日立物流陸上部を経て現在はひらまつ病院陸上部に所属。

## 経歴
栃木市立大平中学校、佐野日大高等学校を経て順天堂大学に進む。大平中では2011年の全国都道府県対抗男子駅伝で2区を走り区間9位、栃木県の初優勝に貢献する。佐野日大高では全国都道府県対抗男子駅伝や全国高校駅伝に栃木県代表として出場。順天堂大では1年次から箱根駅伝のメンバーに起用される。1年次の第91回箱根駅伝では8区を走り区間15位、2年次の第92回箱根駅伝、3年次の第93回箱根駅伝ではともに4区を走り2年時は区間3位、3年次は区間賞を獲得した。4年次には主将を務め、4年時の箱根駅伝では1区を走ったが区間10位に終わった。
大学卒業後は日立物流（現・ロジスティード）に入社、初年度（2018年）の第59回東日本実業団駅伝では2区を走り区間7位、ニューイヤー駅伝では4区を走り区間29位。以後2023年1月のニューイヤー駅伝まで5年連続で東日本実業団駅伝・ニューイヤー駅伝を走り、特に2021年1月のニューイヤー駅伝では3区を走り区間13位ながらチームの総合4位入賞に貢献した。
2023年4月、ひらまつ病院に移籍、同年の第60回九州実業団対抗毎日駅伝大会では最終7区を走り区間賞、チームをニューイヤー駅伝3年ぶりの出場に導いた。ニューイヤー駅伝では2区を走り14人抜きの走りを見せ、チームは過去最高の24位に入った。
選手としての目標は、日立物流時代、ひらまつ病院時代を通して「MGC出場権の獲得・マラソン日本代表」を挙げている。栃木県栃木市出身の栃木姓であることから「トリプル栃木」を自称する。

## 主な戦績
- 2018年 びわ湖毎日マラソン 51位 2時間24分32秒[12]

### 駅伝成績
- 2015年 第91回箱根駅伝 8区区間15位 1時間7分59秒
- 2016年 第92回箱根駅伝 4区区間3位 55分53秒
- 2017年 第93回箱根駅伝 4区区間賞 1時間3分36秒
- 2018年 第94回箱根駅伝 1区区間10位 1時間2分52秒

- 2018年 第59回東日本実業団対抗駅伝競走大会 2区区間7位 45分35秒
- 2019年 第63回ニューイヤー駅伝 4区区間29位 1時間8分10秒
- 2019年 第60回東日本実業団対抗駅伝競走大会 7区区間6位 38分8秒
- 2020年 第64回ニューイヤー駅伝 6区区間20位 36分56秒
- 2020年 第61回東日本実業団対抗駅伝競走大会 1区区間5位 38分45秒
- 2021年 第65回ニューイヤー駅伝 3区区間13位 38分35秒
- 2021年 第62回東日本実業団対抗駅伝競走大会 3区区間5位 48分30秒
- 2022年 第66回ニューイヤー駅伝 4区区間9位 1時間4分40秒
- 2022年 第63回東日本実業団対抗駅伝競走大会 3区区間2位 48分4秒
- 2023年 第67回ニューイヤー駅伝 4区区間19位 1時間5分57秒
- 2023年 第63回九州実業団対抗毎日駅伝大会 7区区間賞 46分45秒
- 2024年 第68回ニューイヤー駅伝 2区区間12位 1時間3分19秒